# 阿贝尔波什
阿贝尔波什（法語：Habère-Poche，法語發音：[abɛʁ pɔʃ]）是法国上萨瓦省的一个市镇，属于托农莱班区。

## 地理
阿贝尔波什（46°14'56"N, 6°28'21"E）面积11.96 平方千米，位于法国奥弗涅-罗讷-阿尔卑斯大区上萨瓦省，该省份为法国东部省份，历史上为薩伏依的一部分，北与瑞士接壤，西接安省，南至萨瓦省，东与瑞士和意大利接壤。
与阿贝尔波什接壤的市镇（或旧市镇、城区）包括：贝勒沃、德拉扬、阿贝尔吕兰、吕兰。

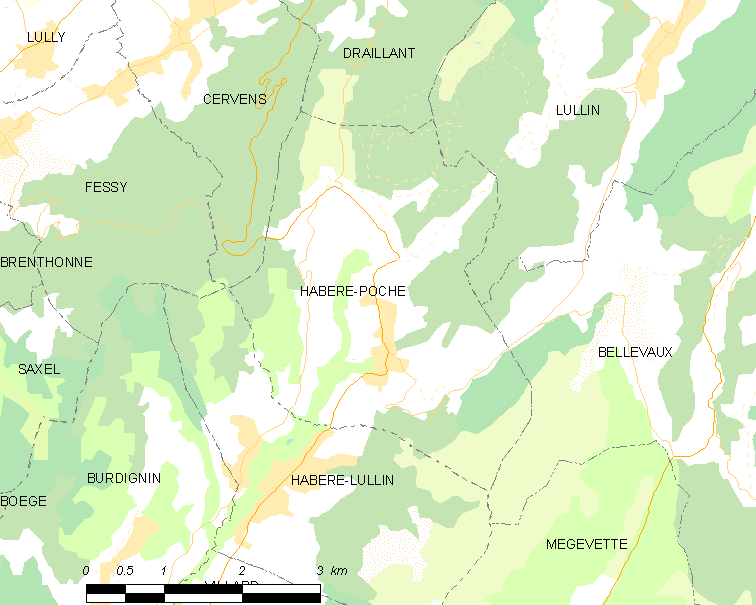
阿贝尔波什的OSM定位图

阿贝尔波什的时区为UTC+01:00、UTC+02:00（夏令时）。

## 行政
阿贝尔波什的邮政编码为74420，INSEE市镇编码为74140。

## 政治
阿贝尔波什所属的省级选区为锡耶县。

## 人口

1962-2008年间阿贝尔波什人口变化图示

阿贝尔波什于2022年1月1日时的人口数量为1484人。